# Paranthura possessia
Paranthura possessia är en kräftdjursart som beskrevs av Brian Frederick Kensley 1980. Paranthura possessia ingår i släktet Paranthura och familjen Paranthuridae. Inga underarter finns listade i Catalogue of Life.